# Partecipanti alla Classic Var 2025
Elenco dei partecipanti alla Classic Var 2025.
La Classic Var 2025 è stata la seconda edizione della corsa. Alla competizione presero parte 16 squadre: 8 con licenza UCI World Tour 2025, 4 UCI ProTeam e 4 UCI Continental Team.
Accreditate alla partenza 108 cicliste.

## Corridori per squadra
Nota: R ritirato, NP non partito, FT fuori tempo, SQ squalificato
| Bahrain Victorious                | Bahrain Victorious                | Bahrain Victorious                | Decathlon AG2R La Mondiale | Decathlon AG2R La Mondiale | Decathlon AG2R La Mondiale | Groupama-FDJ           | Groupama-FDJ           | Groupama-FDJ           |
| --------------------------------- | --------------------------------- | --------------------------------- | -------------------------- | -------------------------- | -------------------------- | ---------------------- | ---------------------- | ---------------------- |
| N°                                | Ciclista                          | Clas.                             | N°                         | Ciclista                   | Clas.                      | N°                     | Ciclista               | Clas.                  |
| 1                                 | Lenny Martinez                    | 8°                                | 11                         | Paul Lapeira               | 2°                         | 21                     | Cyril Barthe           | 52°                    |
| 2                                 | Santiago Buitrago                 | 5°                                | 12                         | Oscar Chamberlain          | 96°                        | 22                     | Guillaume Martin       | 11°                    |
| 3                                 | Edoardo Zambanini                 | 51°                               | 13                         | Andrea Vendrame            | 84°                        | 23                     | Quentin Pacher         | 9°                     |
| 4                                 | Jack Haig                         | 16°                               | 14                         | Pierre Gautherat           | 87°                        | 24                     | Rudy Molard            | 37°                    |
| 5                                 | Roman Ermakov                     | 70°                               | 15                         | Victor Lafay               | 3°                         | 25                     | Kevin Geniets          | 13°                    |
| 6                                 | Finlay Pickering                  | 102°                              | 16                         | Dorian Godon               | 17°                        | 26                     | Eddy Le Huitouze       | 64°                    |
| 7                                 | Oliver Stockwell                  | 91°                               | 17                         | Sander De Pestel           | 63°                        | 27                     | Titouan Fontaine       | R                      |
| Lotto                             | Lotto                             | Lotto                             | EF Education-EasyPost      | EF Education-EasyPost      | EF Education-EasyPost      | Intermarché-Wanty      | Intermarché-Wanty      | Intermarché-Wanty      |
| N°                                | Ciclista                          | Clas.                             | N°                         | Ciclista                   | Clas.                      | N°                     | Ciclista               | Clas.                  |
| 31                                | Alec Segaert                      | 27°                               | 41                         | Richard Carapaz            | 25°                        | 51                     | Hugo Page              | 72°                    |
| 32                                | Jarno Widar                       | 35°                               | 42                         | Alex Baudin                | 42°                        | 52                     | Luca Van Boven         | 50°                    |
| 33                                | Victor Vaneeckhoutte              | 58°                               | 44                         | Alexander Cepeda           | 33°                        | 53                     | Louis Barré            | 6°                     |
| 34                                | Niels Driesen                     | 46°                               | 45                         | Owain Doull                | 79°                        | 54                     | Kamiel Bonneu          | 14°                    |
| 35                                | Tars Poelvoorde                   | 90°                               | 46                         | Harry Sweeny               | 82°                        | 55                     | Simone Gualdi          | 30°                    |
| 36                                | Baptiste Veistroffer              | 62°                               | 47                         | Markel Beloki              | 75°                        | 56                     | Maxence Place          | 45°                    |
| 37                                | Henri Vandenabeele                | 38°                               |                            |                            |                            | 57                     | Victor Hannes          | 98°                    |
| Cofidis                           | Cofidis                           | Cofidis                           | Arkéa-B&B Hotels           | Arkéa-B&B Hotels           | Arkéa-B&B Hotels           | XDS Astana Team        | XDS Astana Team        | XDS Astana Team        |
| N°                                | Ciclista                          | Clas.                             | N°                         | Ciclista                   | Clas.                      | N°                     | Ciclista               | Clas.                  |
| 61                                | Anthony Perez                     | 48°                               | 71                         | Kévin Vauquelin            | 4°                         | 81                     | C. Champoussin         | 7°                     |
| 62                                | Valentin Ferron                   | R                                 | 72                         | Ewen Costiou               | 29°                        | 82                     | Lorenzo Fortunato      | 21°                    |
| 63                                | Paul Ourselin                     | 66°                               | 73                         | Simon Guglielmi            | 89°                        | 83                     | Christian Scaroni      | 1°                     |
| 64                                | Sam Maisonobe                     | 19°                               | 74                         | Edoardo Zamperini          | 61°                        | 84                     | Simone Velasco         | NP                     |
| 65                                | Nolann Mahoudo                    | 43°                               | 75                         | Thibault Guernalec         | 69°                        | 85                     | Nicola Conci           | 22°                    |
| 66                                | Clément Izquierdo                 | 12°                               | 76                         | Louis Rouland              | 99°                        | 86                     | Pierre-Henry Basset    | 60°                    |
|                                   |                                   |                                   | 77                         | Anthony Delaplace          | 49°                        | 87                     | Darren van Bekkum      | 34°                    |
| Israel-Premier Tech               | Israel-Premier Tech               | Israel-Premier Tech               | TotalEnergies              | TotalEnergies              | TotalEnergies              | Unibet Tietema Rockets | Unibet Tietema Rockets | Unibet Tietema Rockets |
| N°                                | Ciclista                          | Clas.                             | N°                         | Ciclista                   | Clas.                      | N°                     | Ciclista               | Clas.                  |
| 91                                | Joseph Blackmore                  | 15°                               | 101                        | Alexandre Delettre         | 73°                        | 111                    | Odd Christian Eiking   | 32°                    |
| 92                                | Tom Van Asbroeck                  | 55°                               | 102                        | Jordan Jegat               | 24°                        | 112                    | Axel Huens             | 86°                    |
| 93                                | Riley Sheehan                     | 59°                               | 103                        | Mathieu Burgaudeau         | 10°                        | 113                    | Adrien Maire           | 26°                    |
| 94                                | Hugo Hofstetter                   | 56°                               | 104                        | Samuel Leroux              | 76°                        | 114                    | Sergio Meris           | 88°                    |
| 95                                | Ethan Vernon                      | 74°                               | 105                        | Mattéo Vercher             | 39°                        | 115                    | Killian Verschuren     | 20°                    |
| 96                                | Krists Neilands                   | 47°                               | 106                        | Thomas Bonnet              | 83°                        | 116                    | Baptiste Huyet         | 81°                    |
| 97                                | Matis Louvel                      | 94°                               |                            |                            |                            | 117                    | Owen Geleijn           | 71°                    |
| St Michel-Preference Home-Auber93 | St Michel-Preference Home-Auber93 | St Michel-Preference Home-Auber93 | Van Rysel-Roubaix          | Van Rysel-Roubaix          | Van Rysel-Roubaix          | CIC U Nantes           | CIC U Nantes           | CIC U Nantes           |
| N°                                | Ciclista                          | Clas.                             | N°                         | Ciclista                   | Clas.                      | N°                     | Ciclista               | Clas.                  |
| 121                               | Morné Van Niekerk                 | 95°                               | 131                        | Emmanuel Morin             | 54°                        | 141                    | Maël Guégan            | 101°                   |
| 122                               | Théo Delacroix                    | 85°                               | 132                        | Rémi Capron                | 23°                        | 142                    | Ronan Augé             | 57°                    |
| 123                               | Dillon Corkery                    | 97°                               | 133                        | Maxime Jarnet              | 44°                        | 143                    | Joris Chaussinand      | 28°                    |
| 124                               | Thomas Champion                   | 65°                               | 134                        | Célestin Guillon           | 53°                        | 144                    | Matisse Julien         | R                      |
| 126                               | Lucas Beneteau                    | 18°                               | 135                        | Daniel Arnes               | 80°                        | 145                    | Similien Hamon         | 68°                    |
| 127                               | Yohann Simon                      | 36°                               | 136                        | Kenny Molly                | 92°                        | 146                    | Yaël Joalland          | 31°                    |
|                                   |                                   |                                   | 137                        | Maximilien Juillard        | 78°                        | 147                    | Lenaïc Langella        | 100°                   |
| Nice Métropole Côte d'Azur        |                                   |                                   |                            |                            |                            |                        |                        |                        |
| N°                                | Ciclista                          | Clas.                             |                            |                            |                            |                        |                        |                        |
| 151                               | Jaakko Hänninen                   | 77°                               |                            |                            |                            |                        |                        |                        |
| 152                               | Dylan Massa                       | R                                 |                            |                            |                            |                        |                        |                        |
| 153                               | Damien Girard                     | 41°                               |                            |                            |                            |                        |                        |                        |
| 154                               | Andrei Carbunarea                 | R                                 |                            |                            |                            |                        |                        |                        |
| 155                               | Alexander Konijn                  | 93°                               |                            |                            |                            |                        |                        |                        |
| 156                               | Andrea Mifsud                     | 40°                               |                            |                            |                            |                        |                        |                        |
| 157                               | Carter Guichard                   | 67°                               |                            |                            |                            |                        |                        |                        |